# Adămuș, Mureș
Adămuș (în dialectul săsesc Adamesch, în germană Adamesch, Adam, în maghiară Ádámos) este satul de reședință al comunei cu același nume din județul Mureș, Transilvania, România.

## Istoric
Satul Adămuș este atestat documentar în anul 1405.

## Localizare
Situat pe râul Târnava Mică, la 4 km de Târnăveni, pe DJ 117. Localitatea este racordată la rețeaua feroviară din anul 1896, când a fost dată în folosință Calea ferată Blaj–Praid.

## Istoric
Satul are o biserică unitariană care a fost construită în anul 1518, unde biserica a ținut mai multe consilii. Din anul 1659 unitarienii au depus jurământul pentru principele Acațiu Barcsay (în maghiară Barcsay Ákos). Tavanul casetat a fost construit în anul 1526. În așezare au existat mai multe conace nobiliare, însă acestea au fost distruse.

## Atracții
- Biserica unitariană în stil gotic din secolul XVI. Tavanul casetat și altarul vechi au ajuns în Muzeul Național Maghiar de Colecții de Antichități.

## Personalități importante
- Aici s-a născut pictorul Jenő Korodi în anul 1922.

## Demografie
Evoluția demografică a satului Adămuș din 1850 până în 1930 este următoarea:

### Structura etnică
- 1850 - 1.450 locuitori din care 425 români, 763 maghiari, 5 germani, 144 evrei și 123 rromi
- 1930 - 1.911 locuitori din care 578 români, 1.043 maghiari, 11 germani, 43 evrei și 236 rromi

### Structura confesională
- 1930: 621 unitarieni, 614 greco-catolici, 438 reformați, 99 romano-catolici, 83 ortodocși, 43 mozaici ș.a.

Conform Recensământului din anul 2022 populația localității era de 2.008 locuitori. 

## Monumente istorice
- Biserica unitariană

## Galerie de imagini

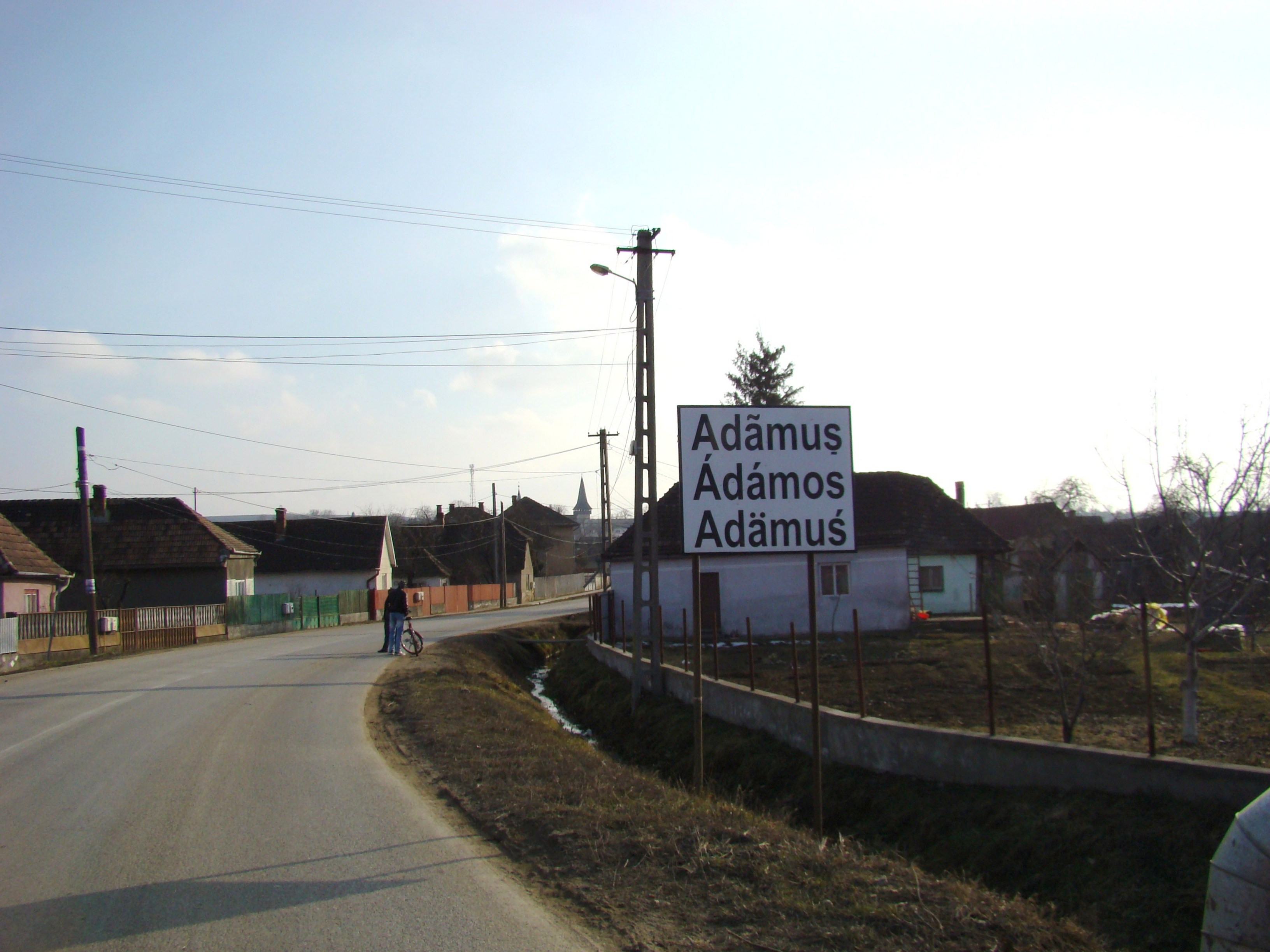
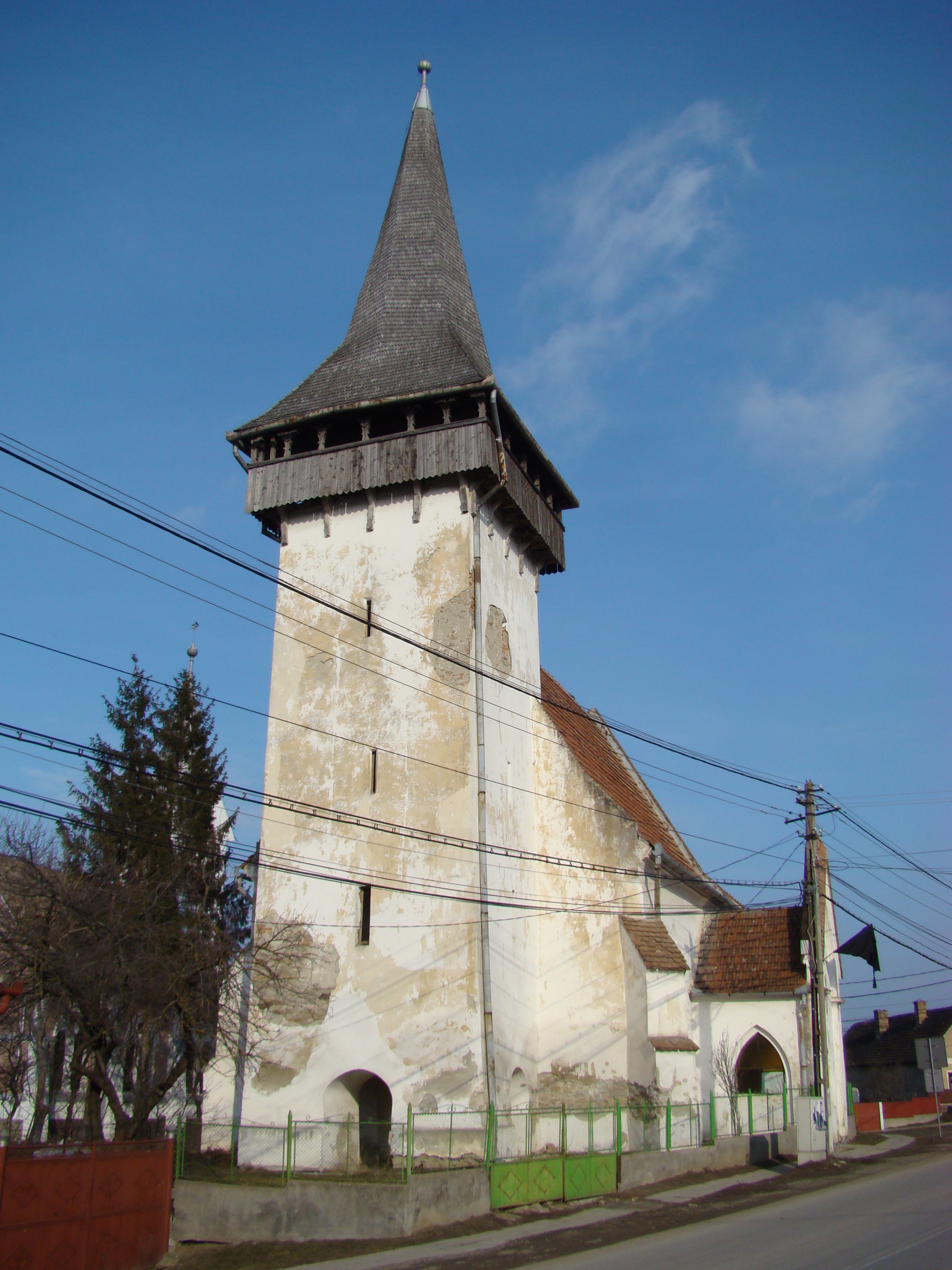
Biserica unitariană (monument istoric)
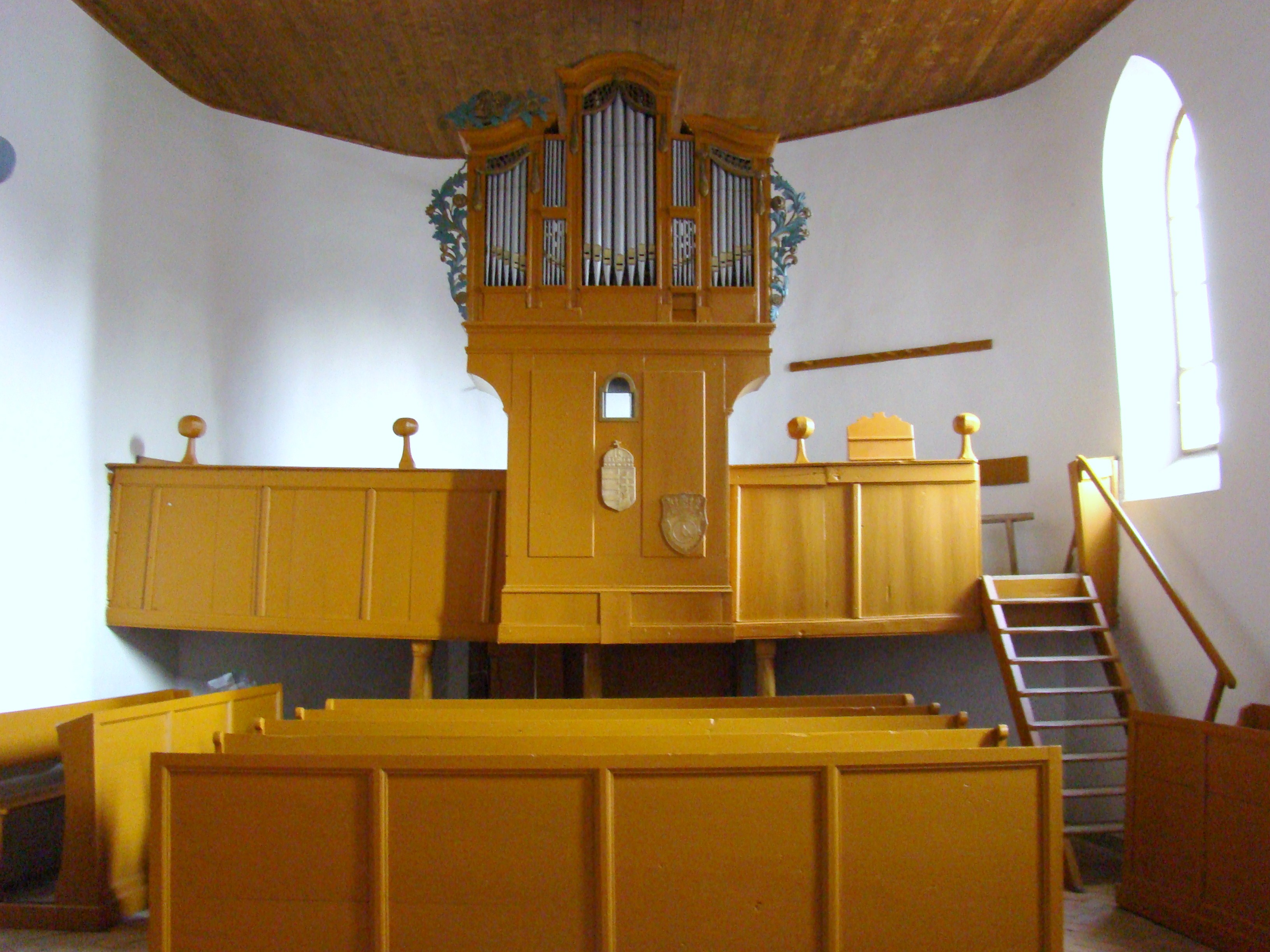
Biserica unitariană (monument istoric)
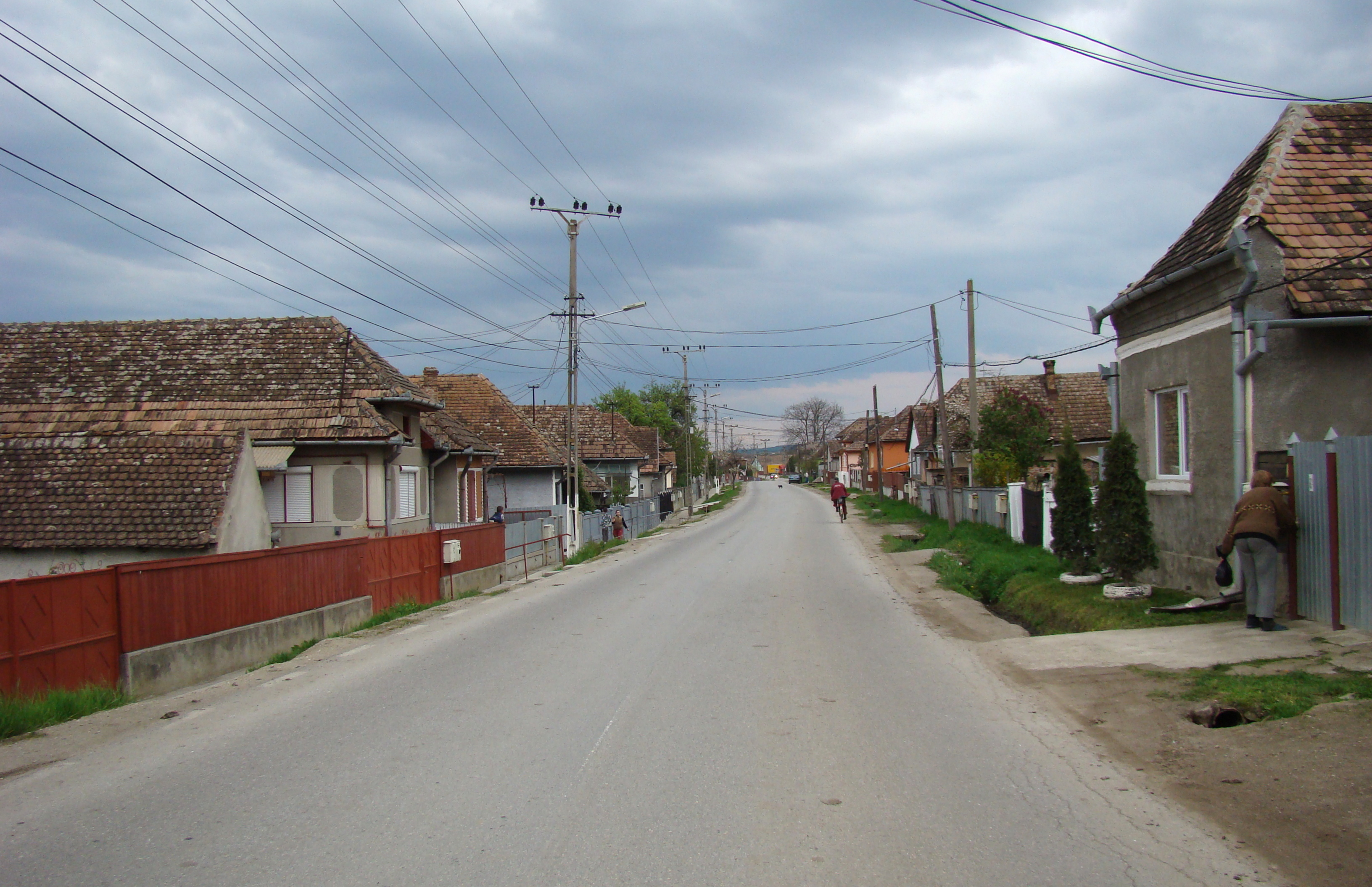
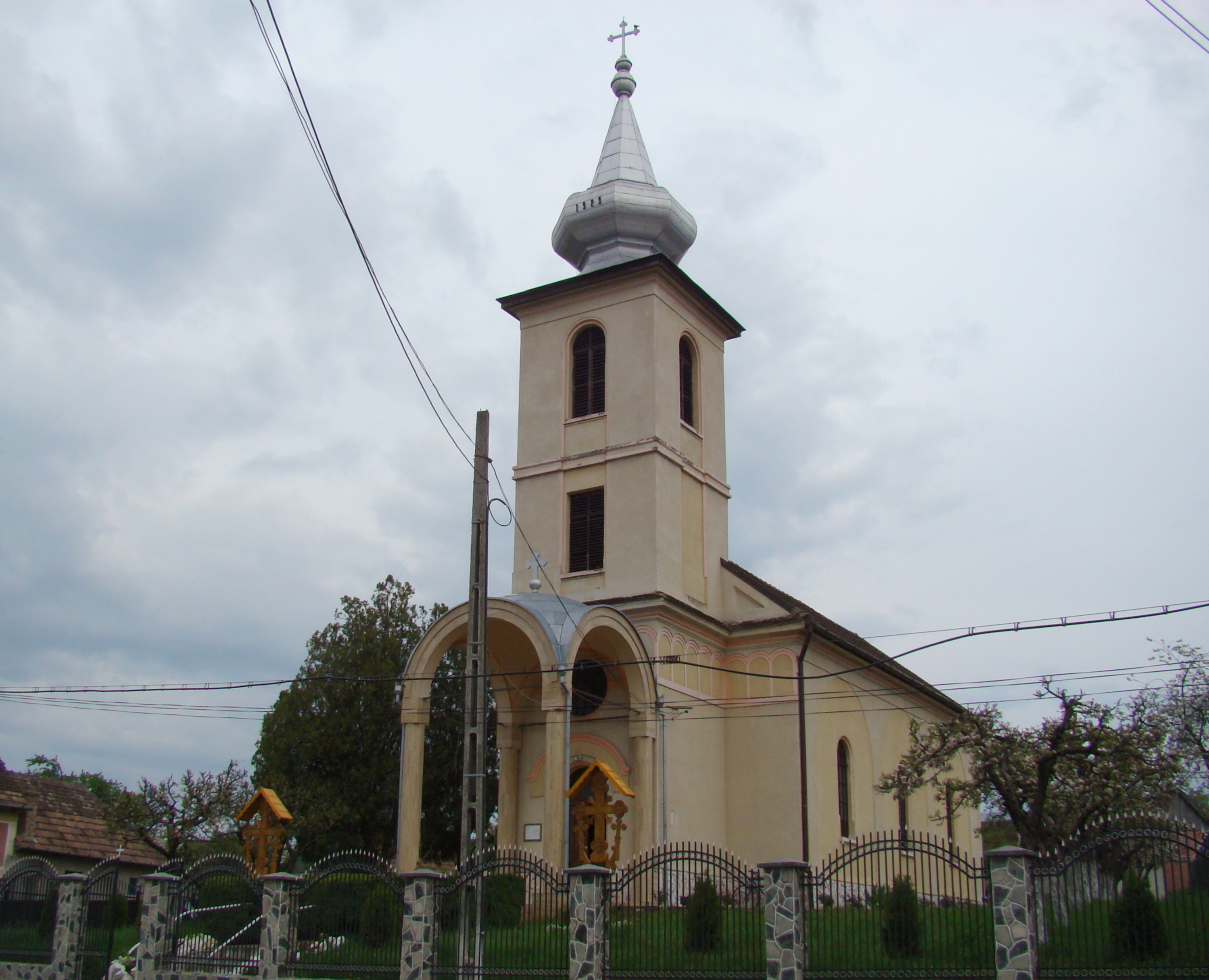
Biserica greco-catolică
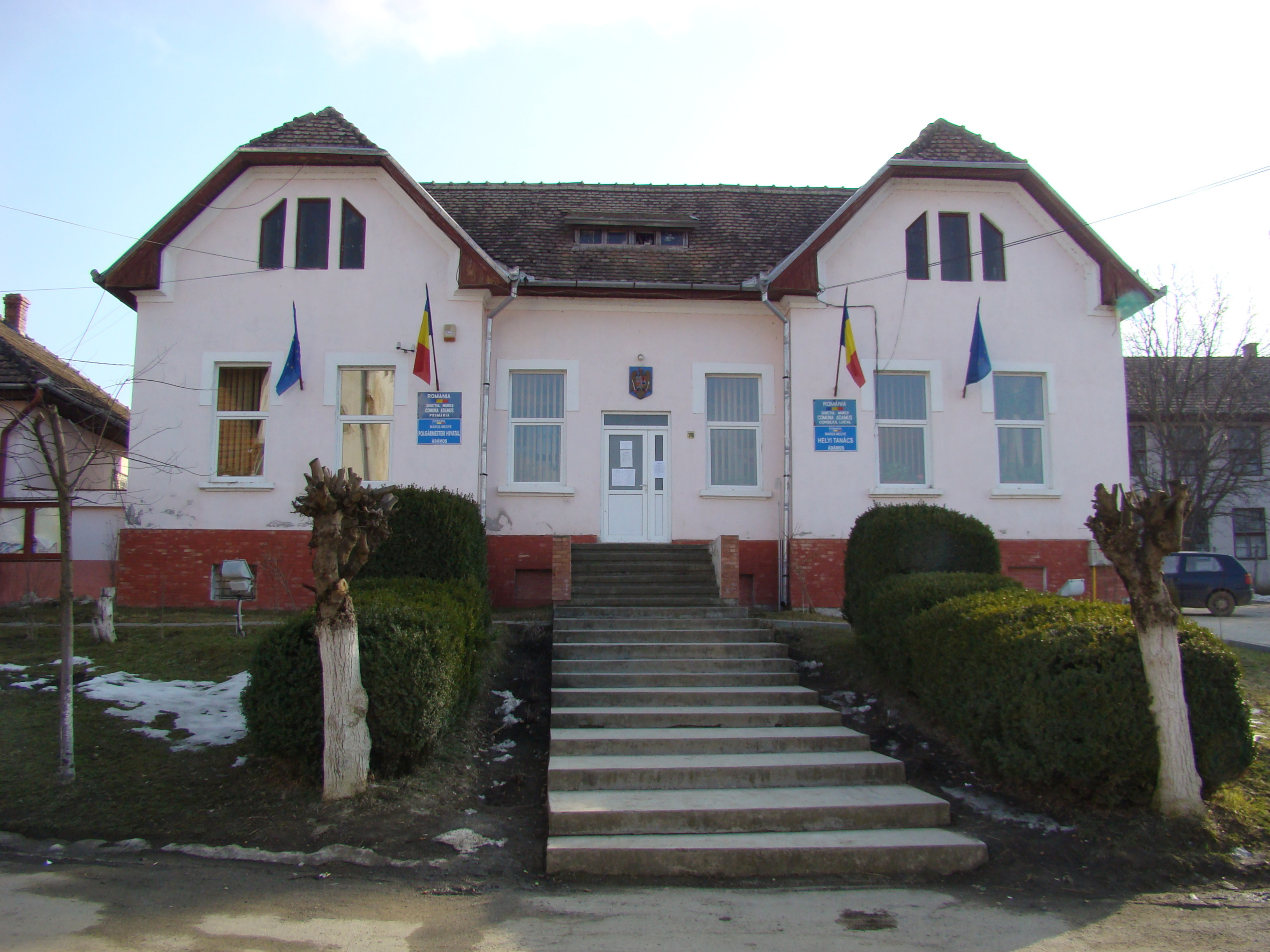
Primăria
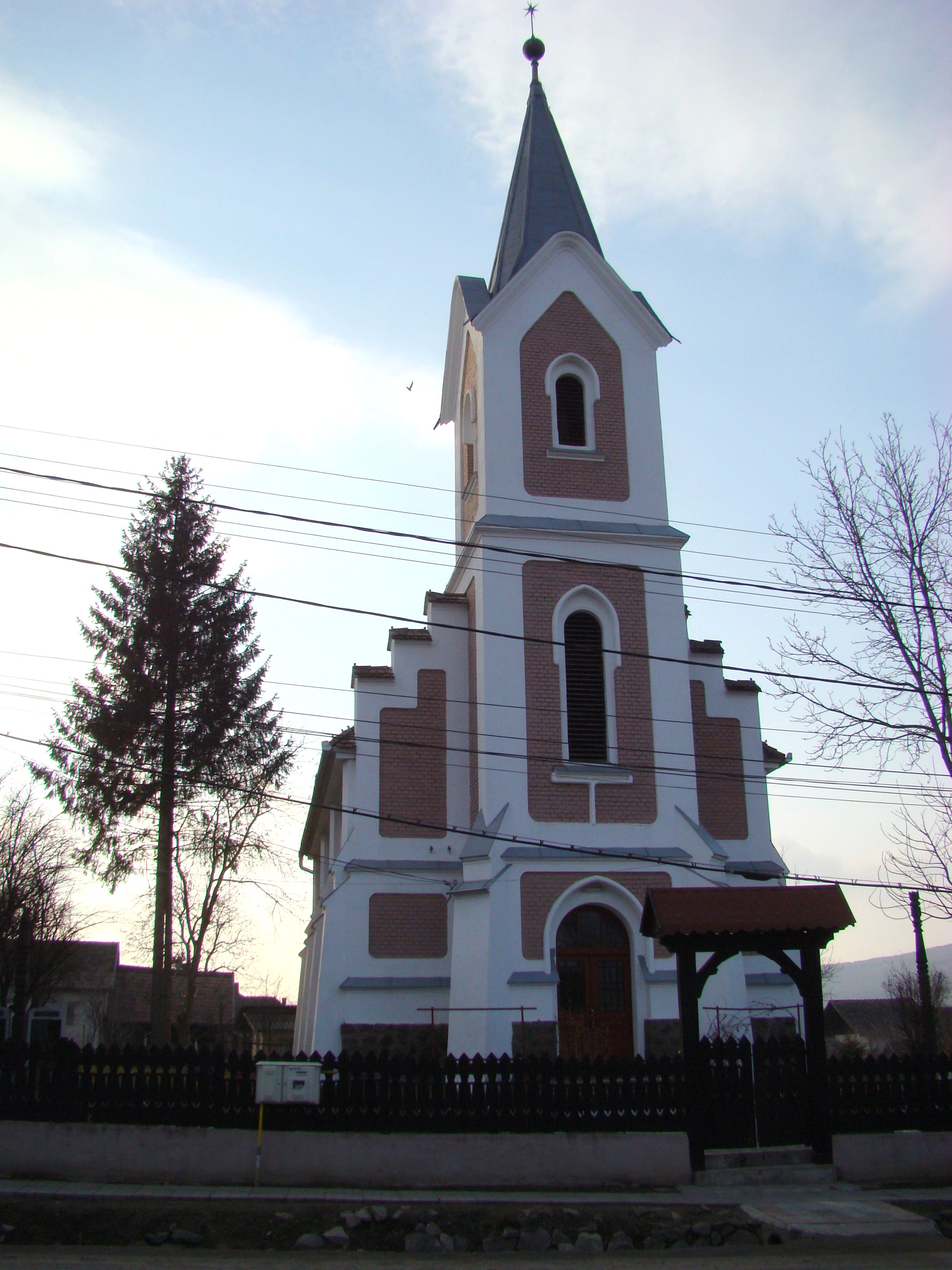
Biserica reformată